# بي دبليو شارو
بيتر فيلهلموس شارو أو بي دبليو شارو (16 سبتمبر 1883 - 19 أغسطس 1963) (بالهولندية: Peter Felhlmos Charo) كان قائدًا عسكريًا هولنديًا مسؤولًا خلال معركة روتردام. أثناء محاولته التفاوض على وقف إطلاق النار مع نظرائه الألمان، حدثت معركة روتردام الخاطفة. أصيب بالإحباط بعد القصف ورفض مواصلة المفاوضات مع الجيش الألماني.
ولد شارو في لاهاي. قبل الحرب العالمية الثانية، كان لديه مهنة مدنية وعسكرية مثيرة للإعجاب في هولندا وكذلك جزر الهند الشرقية الهولندية. كان كذلك عضوًا لفترة طويلة في اللجنة الأولمبية الدولية.
بعد الحرب تقاعد من الجيش وبدأ حياته المهنية كمستشار هيدرولوجي. توفي عن 79 عامًا في مسقط رأسه مدينة لاهاي. لم يُمنح أي وسام لمحاولاته الدفاع عن مدينة روتردام.